# Список глав государств в 127 году до н. э.
| 128 до н. э. ← Список глав государств по годам → 126 до н. э. |

## Азия
- Анурадхапура — Саддха Тисса, царь (137 до н. э. — 119 до н. э.)
- Армения Великая — Артавазд I, царь (160 до н. э. — 115 до н. э.)
- Вифиния:
  - Никомед II, царь (149 до н. э. — 127 до н. э.)
  - Никомед III Эвергет, царь (127 до н. э. — 94 до н. э.)
- Иберия — Мириан I, царь  (159 до н. э. — 109 до н. э.)
- Индо-греческое царство:
  - Агафоклея, царица-регент (от Гандхары/Западного Пенджаба до Матхура)  (130 до н. э. — 125 до н. э.)
  - Зоил I, царь (в Паропамисадах, Арахозии и Гандхаре)  (130 до н. э. — 120 до н. э.)
- Иудея — Иоанн Гиркан I, этнарх  (134 до н. э. — 104 до н. э.)
- Каппадокия — Ариарат VI Эпифан Филопатор, царь (130 до н. э. — 116 до н. э.)
- Китай (Династия Хань) — У-ди (Лю Чэ), император  (141 до н. э. — 87 до н. э.)
- Коммагена — Сам II,  царь (130 до н. э. — 109 до н. э.)
- Корея:
  - Махан — Маён, вождь (144 до н. э. — 113 до н. э.)
  - Пуё — Кохэса, тхандже (170 до н. э. — 121 до н. э.)
- Намвьет — Чьеу Мат, император (137 до н. э. — 125 до н. э.)
- Осроена:
  - Арью, царь (132 до н. э. — 127 до н. э.)
  - Абду бар Мазур, царь (127 до н. э. — 120 до н. э.)
- Парфия:
  - Фраат II, царь (132 до н. э. — 127 до н. э.)
  - Артабан II, царь (127 до н. э. — 124 до н. э.)
- Понтийское царство — Митридат V Эвергет, царь (150 до н. э. — 120 до н. э.)
- Сабейское царство — Ярим Эймин, царь (145 до н. э. — 115 до н. э.)
- Сатавахана — Сатакарни II, махараджа (134 до н. э. — 78 до н. э.)
- Селевкидов государство (Сирия) — Деметрий II Никатор, царь (145 до н. э. — 138 до н. э., 129 до н. э. — 126 до н. э.)
- Харакена — Гиспаосин,  царь (ок. 127 до н. э. — 124 до н. э.)
- Хунну — Цзюньчэнь, шаньюй (161 до н. э. — 126 до н. э.)
- Шунга — Васумитра, император (131 до н. э. — 124 до н. э.)
- Япония — Кайка, тэнно (император) (158 до н. э. — 98 до н. э.)

## Африка
- Египет — Птолемей VIII Эвергет, царь (144 до н. э. — 116 до н. э.)
- Нумидия — Миципса, царь (148 до н. э. — 118 до н. э.)

## Европа
- Боспорское царство — Перисад V, царь (ок. 150 до н. э. — 125 до н. э.)
- Ирландия — Эоху Айрем, верховный король (131 до н. э. — 116 до н. э.)[1]
- Одрисское царство (Фракия) — Бифис, царь (167 до н. э. — 120 до н. э.)
- Римская республика:
  - Луций Кассий Лонгин Равилла, консул (127 до н. э.)
  - Луций Корнелий Цинна, консул (127 до н. э.)

## Галерея

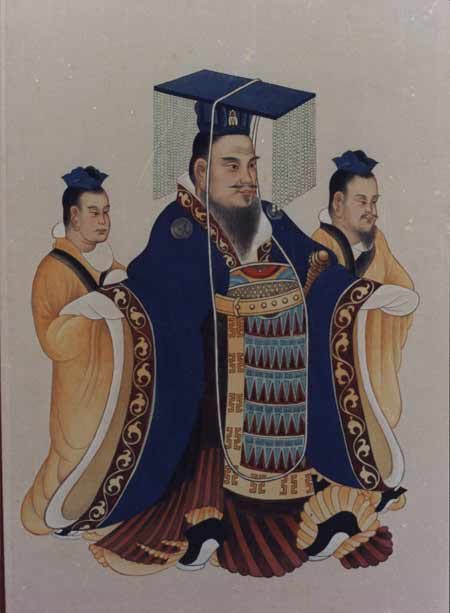
У-ди 141 до н.э.— 87 до н.э. Император Китая
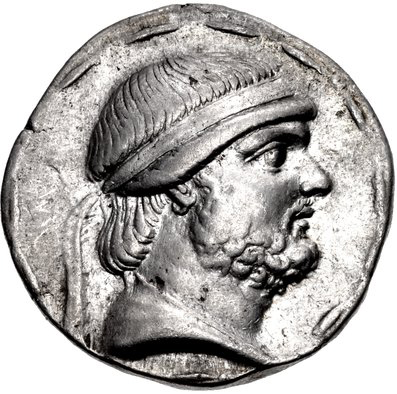
Фраат II 132 до н.э.—127 до н.э. Царь Парфии
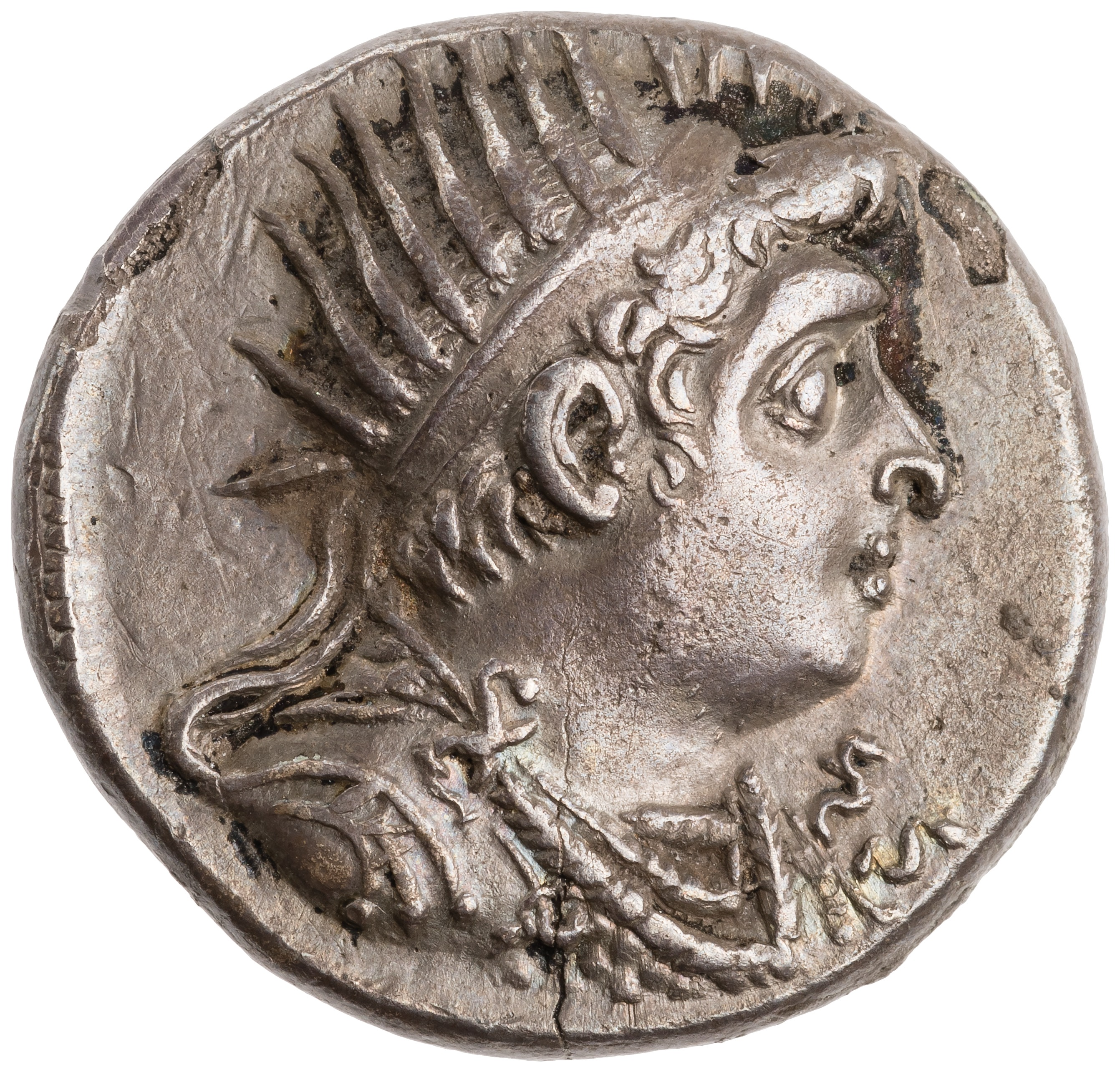
Птолемей VIII Эвергет 144 до н.э.— 116 до н.э. Царь Египта
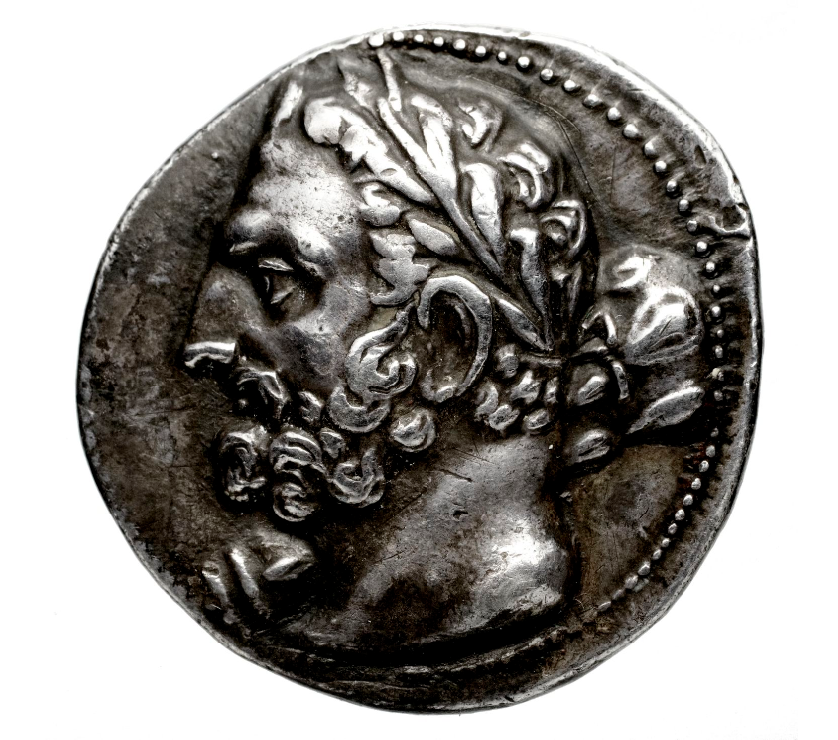
Миципса 148 до н.э.— 118 до н.э. Царь Нумидии
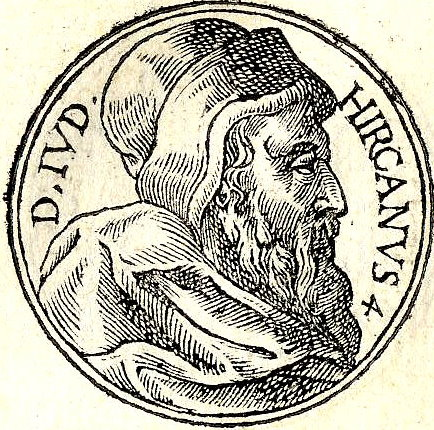
Иоанн Гиркан I 134 до н.э.— 104 до н.э. Этнарх Иудеи
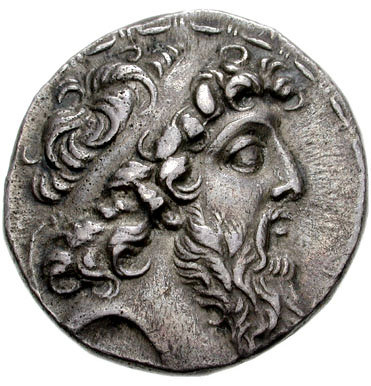
Деметрий II Никатор 145 до н.э.—138 до н.э., 129 до н.э.—126 до н.э. Царь Сирии
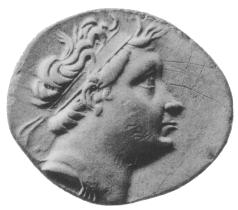
Никомед II 149 до н.э.—127 до н.э. Царь Сирии
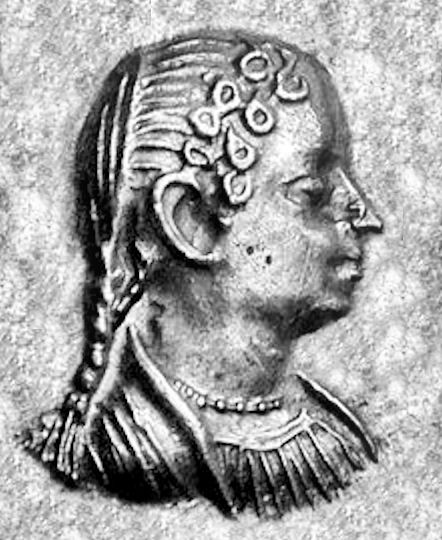
Агафоклея 130 до н.э.—125 до н.э. Индо-греческая царица
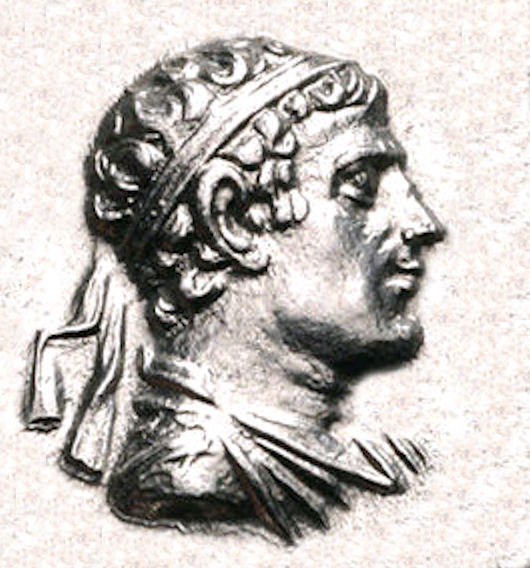
Зоил I 130 до н.э.—120 до н.э. Индо-греческий царь
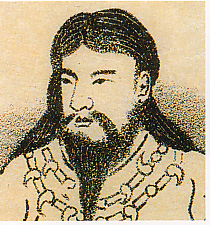
Кайка 158 до н.э.—98 до н.э. Император Японии